# 里贝朗齐纽
里贝朗齐纽是巴西马托格罗索州的一个市镇。总面积623.453平方公里，总人口2107人，人口密度3.4人/平方公里。